# Филдс, Уильям Клод
Уильям Клод Дьюкенфилд (англ. William Claude Dukenfield, более известный как У. К. Филдс (англ. W. C. Fields), 29 января 1880 — 25 декабря 1946) — американский комик, актёр, фокусник и писатель.

## Биография
Дьюкенфилд был старшим из пяти детей в семье. В детстве подрабатывал вместе с отцом, продавая овощи на рынке. В одиннадцать лет, после нескольких драк с отцом-алкоголиком, он убежал из дома и стал скитаться. Воровством добывал для себя пищу и одежду, за что его неоднократно ловили и избивали, а иногда отправляли в тюрьму. С тринадцати лет Дьюкенфилд стал зарабатывать на жизнь жонглёрскими номерами, а через шесть уже был известен как опытный фокусник и юморист.
В 1908 году гастролировал во Франции, где выступал в парижском театре-кабаре «Folies Bergère».
С 1915 по 1921 год Дьюкенфилд, сокративший к тому времени своё имя до У. К. Филдс, регулярно участвовал в бродвейских постановках «Безумства Зигфелда». Вскоре Филдс, ставший уже довольно состоятельным человеком, обзавёлся особняком в калифорнийском городке Бербанк, где жил со своей супругой и дочерью. В 1930-х он много снимался в кино, в большинстве своём на студии «Paramount Pictures», и принимал участие в радиопостановках, в основном в комедийном шоу Чарли МакКарти, где исполнял юмористические диалоги.
Наиболее известен он стал своим комическим персонажем — эгоистичным подвыпившим мизантропом, ненавидящим женщин, детей и собак, но всё равно любимым публикой. Этот образ, который актёр изображал в кино и на радио, был настолько убедителен, что его часто отождествляли с самим Филдсом.
Одним из крайне немногих близких друзей Филдса был режиссёр А. Эдвард Сазерленд.
Уильям Клод Филдс скончался на Рождество 1946 года от желудочного кровотечения, вызванного злоупотреблением алкоголем.